# Didolodontidae
Didolodontidae (лат.) — отряд вымерших млекопитающих, который жил в эпоху кайнозоя в Южной Америке. Наряду с Litopterna их относят к кладе Panameriungulata, сближаемой с непарнокопытными (Perissodactyla); прежде этот отряд классифицировали в составе полифилетического надотряда южноамериканских копытных (Meridiungulata). Их ископаемые остатки известны с раннего палеоцена по миоцен (66,0—21,0 млн лет назад). Они найдена на территории Перу, Бразилии, Чили, Аргентины и Боливии. Это были наземные насекомоядные животные.

## Виды
На ноябрь 2023 в отряд включают 15 вымерших родов:
- † Archaeohyracotherium Ameghino, 1906
- † Argyrolambda Ameghino, 1904
- † Depaulacoutoia Cifelli and Ortiz-Jaureguizar, 2014
- † Didolodus Ameghino, 1897
- † Enneoconus Ameghino, 1901
- † Ernestokokenia Ameghino, 1901
- † Escribania Bonaparte et al., 1993
- † Lamegoia Paula Couto, 1952
- † Paulogervaisia Ameghino, 1901
- † Proectocion Ameghino, 1904
- † Raulvaccia Bonaparte et al., 1993
- † Ricardocifellia Mones, 2015
- † Salladolodus Soria and Hoffstetter, 1983
- † Saltaodus Gelfo et al., 2020
- † Umayodus Gelfo and Sigé, 2011